# Nino Camardo
Nino Camardo (Pisticci, Matera, el 24 de febrer de 1949) és un pintor d'art naïf italià.
Pinta temes que parlen un llenguatge artístic naïf, explica històries d’amor, poesia, amb expressió primitiva. El camí darrere de Camardo va començar als anys setanta del segle xx, i rebent el reconeixement de la crítica d’art, entre els premis més importants hi havia el Premi del Centro Studi di Roma, el Premi Art al món; exposa al Palazzo delle Esposizioni de Roma. S'esmenta en publicacions sobre art que inclouen diverses edicions dels grans mestres de la història de l'art i al Catàleg nacional d'art naïf de Bolaffi.